# Мелетій (Єгоренко)
Митрополит Мелетій (справжнє ім'я Єгоренко Валентин Володимирович; нар. 17 липня 1962, Казахська РСР) — архієрей УПЦ московського патріархату, митрополит Чернівецький і Буковинський УПЦ МП. Тезоіменитство — 6 червня. Громадянин Росії.
11 грудня 2022 року президент Зеленський затвердив санкції проти семи представників РПЦвУ включно з Єгоренком.

## Біографія
Народився 17 липня 1962 року на ГРП-21 (геолого-розвідувальна партія), Джамбульська область Казахської РСР у родині службовців.
1963-го р. родина Єгоренків переїхала на Кубань. 1969-1979 — навчався у школі міста Кропоткін Краснодарського краю. Водночас, був послушником (чтецем) місцевого Покровського собору.
1981-1983 — строкова служба в армії СРСР.
Після звільнення в запас, вступив до Московської духовної семінарії, яку закінчив у 1987 році. 1996-го р. Мелетій (Єгоренко) закінчив Московську духовну академію.

### Іночество
Ще під час навчання у духовній семінарії, у вересні 1986 року, Валентин Єгоренко став послушником Троїце-Сергієвої Лаври. Вже 3 грудня того ж року архімандритом Алексієм (Кутеповим) був пострижений у ченці з ім'ям Мелетій (на честь мчн. Мелетія Галатійського).
19 грудня 1986 року владика Володимиро-Суздальської єпархії Серапіон (Фадеєв) рукоположив Єгоренка в ієродиякона.
1987-го р. (після закінчення семінарії) був направлений у Почаївську лавру для поповнення місцевої братії.
У 1990 році намісника Лаври архімандрита Онуфрія Березовського було висвячено єпископом Чернівецьким. За його протекцією Мелетій (Єгоренко) був переведений у клір Чернівецької єпархії, та призначений секретарем консисторії.
6 січня 1991 року у Свято-Духівському кафедральному соборі владика Онуфрій рукоположив ієродиякона Мелетія в ієромонаха. А вже 24 червня 1992 року предстоятель РПЦвУ Володимир (Сабодан) благословив возведення Мелетія (Єгоренка) у сан архімандрита.

### Архієрейське служіння
Постановою синоду РПЦвУ 16 липня 2006 року архімандриту Мелетію приписано бути єпископом Хотинським — вікарієм Чернівецької єпархії.
Архієрейська хіротонія Мелетія (Єгоренка) відбулася 30 липня 2006 року в Успенському соборі Києво-Печерської лаври за участю Володимира (Сабодана), Онуфрія (Березовського) та інших архієреїв РПЦвУ.
Рішенням синоду РПЦвУ від 16 вересня 2014 року Єгоренка призначено Архієпископом Чернівецьким і Буковинським.
В січні 2023 року позбавлений громадянства України указом президентом України за підтримку агресії проти України.
17 серпня 2024 року удостоєний права носіння другої панагії.

## Нагороди
- Орден преподобного Сергія Радонезького II ступеня (РПЦ 2012) — з нагоди 50-річчя від дня народження[8]

## Санкції
Єгоренко підтримує війну РФ проти України, є підсанкційною особою. 11 грудня 2022 року доданий до санкційного списку України.